# Jarkko Sipilä

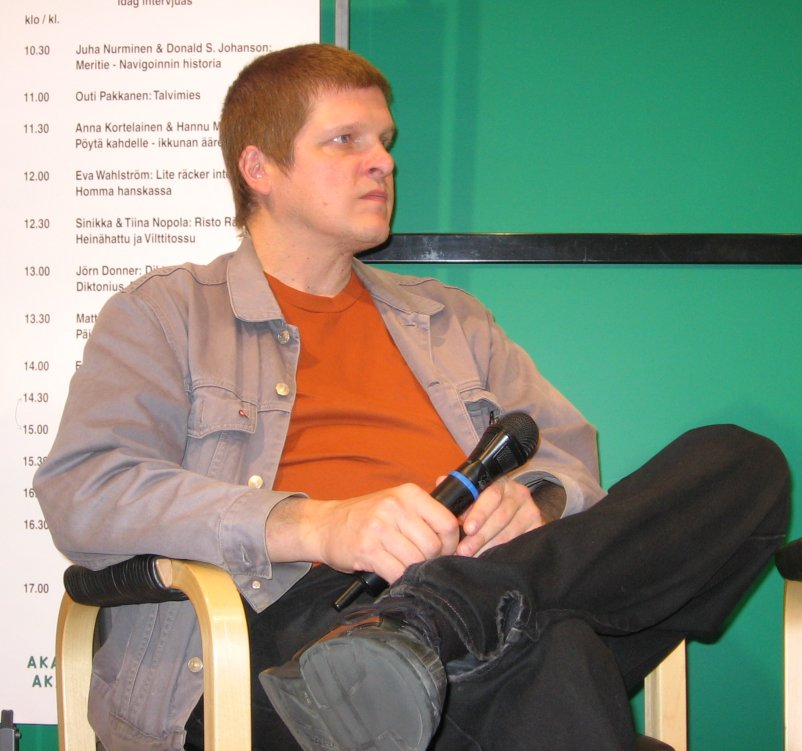
Jarkko Sipilä 2007

Jarkko Sipilä (* 15. April 1964 in Espoo; † 7. März 2022 in Helsinki) war ein finnischer Schriftsteller. Jarkko Sipilä arbeitete als Journalist (Polizeireporter), publizierte Kriminalromane und schrieb Drehbücher. Von 1991 bis 1996 war er für die Zeitung Helsingin Sanomat tätig (die auflagenstärkste Zeitung Finnlands). Ab 1996 arbeitete er für den Fernsehsender MTV3. Sein erster Krimi erschien im gleichen Jahr.

## Werk und Arbeit
Sein Ermittler Kari Takamäki trat 2001 zum ersten Mal in einem veröffentlichten Werk auf. Takamäki arbeitet in Helsinki, das er wie seine Westentasche kennt; er ist ein sehr kompetenter Ermittler mit enormer Hartnäckigkeit und unbestechlichem Überblick. Takamäki hasst Politiker, hält Distanz zu Vorgesetzten und Besserwissern und flucht gerne.
Sipilä schätzte John Grisham, sah sich aber am meisten beeinflusst von einem Journalisten des Helsingin Sanomat, Harri Nykänen (den Namen Nykänen trägt die Figur eines Kollegen von Kommissar Takamäki). Als Schriftsteller verstand er sich überwiegend als Kriminalist. So bevorzugte der Autor auch einen realistischen Stil, soweit Verbrechen und Unterwelt etwas mit Realität zu tun haben. Da er journalistisch tätig war, musste er vor allem an Wochenenden arbeiten.
Im Jahr 2005 erschien der erste Krimi von Sipilä in deutscher Sprache („Die weiße Nacht des Todes“). 2009 wurde ihm für seinen im Vorjahr veröffentlichten Roman Seinää vasten der Finnische Krimipreis verliehen.

## Bücher
- Koukku. Book Studio, Hyvinkää 1996, ISBN 951-611-802-X.
- Kulmapubin koktaili. Taskukirja Loisto, Helsinki 1998. Neuausgabe: Gummerus, Helsinki 2006, ISBN 952-459-627-X.
- Kosketuslaukaus. Book Studio, Helsinki 2001, ISBN 951-20-5926-6.
  - Deutsche Ausgabe: Im Dämmer des Zweifels (Übersetzung Gabriele Schrey-Vasara). rororo, Reinbek 2007, ISBN 978-3-499-24673-9.
- Tappokäsky. Book Studio, Helsinki 2002, ISBN 951-20-6238-0.
- Karu keikka. Book Studio, Helsinki 2003, ISBN 951-20-6466-9.
- Kultainen peura. Taskukirja Loisto Oy, Helsinki 2004, ISBN 952-459-503-6.
- Todennäköisin syin. Gummerus, Helsinki 2004, ISBN 951-20-6672-6.
- Likainen kaupunki. Gummerus, Helsinki 2005, ISBN 951-20-6943-1.
  - Deutsche Ausgabe: Die weiße Nacht des Todes (Übersetzung Gabriele Schrey-Vasara). rororo, 2007, ISBN 978-3-499-24394-3.
- Mitään salaamatta. Gummerus, Helsinki 2006, ISBN 951-20-7252-1.
- Kylmä jälki. Gummerus, Helsinki 2007, ISBN 978-951-20-7527-0.
- Seinää vasten. Gummerus, Helsinki 2008, ISBN 978-951-20-7810-3.

## Kritik
„Der vor allem im Raum Helsinki spielende Krimi ist sehr spannend und ein intellektuelles Lesevergnügen. Alle Beteiligten sind lebendig gezeichnet und erinnern an die Figuren eines klasse Kriminalfilms, bei dem es nicht nur um Action, sondern auch um die Sorgfalt bei den Details geht. Wer Helsinki kennt, hat zudem das Vergnügen, einzelne Orte des Geschehens identifizieren zu können.“